# Renata Sonnenfeld-Tomporek
Renata Sonnenfeld-Tomporek (ur. 20 października 1926 w Leningradzie, zm. 11 czerwca 2012 w Warszawie) – polska prawniczka, profesor prawa międzynarodowego.

## Życiorys
Pochodziła ze znanej warszawskiej rodziny. Jej dziadek Adolf Gustaw Sonnenfeld był dziewiętnastowiecznym kompozytorem i dyrygentem.
Wychowała się w Niemczech, gdzie w Poczdamie w 1945 ukończyła szkołę średnią. Od 1946 mieszkała w Polsce. W 1951 została absolwentką Wydziału Prawa Uniwersytetu Wrocławskiego. W 1958 obroniła pracę doktorską Struktura Rady Bezpieczeństwa ONZ napisaną pod opieką prof. Stanisława Huberta. Stopień doktor habilitowanej uzyskała w 1973 na podstawie dorobku naukowego oraz rozprawy pt. Ograniczenia kompetencji państw członkowskich EWG. Atmosfera Marca 68 stanęła na przeszkodzie uzyskaniu przez nią habilitacji w 1968 roku. Również na drodze do tytułu profesora mnożono przed nią przeszkody. Tytuł profesor nadzwyczajnej otrzymała w 1985, a zwyczajnej w 1990.
Pracowała naukowo w Polskim Instytucie Spraw Międzynarodowych (do 1992). Od 1983 wykładała na Uniwersytecie Łódzkim), gdzie od 1985 do 1997 pracowała na pełnym etacie. Kierowała tam Katedrą Prawa Międzynarodowego. Od 1998 do 2003 wykładała prawo międzynarodowe i prawo Unii Europejskiej na Wydziale Dziennikarstwa i Nauk Politycznych Uniwersytetu Warszawskiego, a następnie w Wyższej Szkole Zarządzania i Prawa im. Heleny Chodkowskiej.
Pod jej kierunkiem w 1998 stopień naukowy doktora uzyskał Jacek Skrzydło.

## Wybrane publikacje
- Funkcje i struktura Sekretariatu ONZ (1967)
- Realizacja zasad współistnienia państw w ONZ (1968)
- Ograniczenia kompetencji państw członkowskich Europejskiej Wspólnoty Gospodarczej (1973)
- Uchwały Rady Bezpieczeństwa ONZ. Zagadnienia prawne (1979; wyd. ang. Resolutions of the United Nations Security Council 1988)
- Odpowiedzialność państwa w prawie międzynarodowym (red.) (1980)
- Organizacja międzynarodowa jako strona traktatu (1983)